# A magas lány
A magas lány (eredeti cím: Tall Girl) 2019-es amerikai tini romantikus-filmvígjáték, melyet Nzingha Stewart rendezett Sam Wolfson forgatókönyvéből. A főszerepet Ava Michelle, Griffin Gluck, Sabrina Carpenter, Paris Berelc, Luke Eisner, Clara Wilsey, Washington Anjelika, Rico Paris, Angela Kinsey és Steve Zahn alakítja.
A filmet 2019. szeptember 13-án mutatta be a Netflix.

## Cselekmény
Jodi Kreyman 16 éves és 1,87 méter magas. Hároméves kora óta magas a korához képest, ami egész életében bizonytalanná tette. A diákok állandóan azt kérdezik Joditól, hogy „milyen az időjárás odafent?”. Ezzel ellentétben Jodi nővére, Harper átlagos magasságú, és többszörös szépségverseny-győztes. Az életre szóló barátja, Jack Dunkleman gyakran hívja randevúra, de Jodi vonakodik, részben azért, mert a fiú sokkal alacsonyabb nála.
Stig Mohlin, a svéd cserediák bekerül Jodi osztályába, és Jodi – a legtöbb lányhoz hasonlóan az iskolában – azonnal érdeklődik iránta. Azonban Kimmy Stitcher, a zaklatója elkezdi körbevezetni a Stiget. Dunkleman elkeseredik, amikor megtudja, hogy Stig nála fog lakni, mint vendég a családban. Jodi segítséget kér Harpertől, hogy megkérje Stiget, vegye észre őt. Harper és az anyjuk segít neki egy teljes átalakításban.
Kimmy és Schnipper tréfásan felhívják Dodit, Stignek adják ki magukat, és elhívják a házibuliba. Fareeda csalódottságára Jodi a fürdőszobában bújik el, hogy elkerülje Kimmyt. Stig a zongorázó Stigbe fut, aki bátorítja őt, hogy játsszon; együtt éneklik el a Guys and Dolls című musicalből az „I've Never Been in Love Before” című duettet.
Jodi rájön, hogy az apja egy Tip Toppers (magas emberek klubja) tagozati gyűlést szervezett a házukban otthon, amit a lány felháborítónak talál. Stig felhívja, és először azt hiszi, hogy egy újabb tréfás hívás, ezért kiabálni kezd vele, de a fiú meghívja egy musical előadásra. A lány megjelenik Dunkleman házában, aki féltékeny lesz, amikor rájön, hogy Stighez megy. Folyamatosan megzavarja az estéjüket, de amikor Stig hazakíséri Jodit, megcsókolják egymást. Később Stig bűntudatot érezve tanácsot kér Dunklemantől, aki azt mondja neki, hogy koncentráljon arra, hogy Kimmyvel legyen. Jodi dühös lesz Dunklemanre, amikor ezt megtudja.
Közben egy másik lány, Liz randira hívja Dunklemant. Schnipper ezúttal érdeklődni kezd Jodi iránt, ezért ráveszi Kimmyt, hogy megkérje, csatlakozzon hozzájuk egy szabadulószoba játékra; Jodi lerázza a Fareedával játsszandó közös koncertet, hogy elmehessen. A szabadulószobában párosával csókolóznak: Jodi és Schnipper, Kimmy és Stig, valamint Dunkleman és Liz, amíg Jodi frusztrált nem lesz és el nem megy. A féltékeny Stig beszél Jodival, és beleegyezik, hogy randevúzzanak Harper szépségversenyére. Harper nyer, de Stig nem jelenik meg. Dunkleman partiján Stig elmagyarázza, hogy elvesztette az időérzékét, amikor Dunklemannek segített berendezkedni.
Dunkleman visszautasítja Lizt, amikor az elhívja őt a bálba. Jodinak platformcipőt ad, hogy bocsánatot kérjen, amiért rossz barát volt. Jodinak egy videót küldenek arról, hogy elment a buliból. Stig úgy tesz, mintha Jodi viszonzatlan szerelmet érezne iránta. Kiállt Jodi mellett, Dunkleman pedig először szólta le őt. Aztán ökölharcot vívott Schnipperrel.
A szalagavató bálon Kimmy és Stig kapja a koronát, mint bálkirálynő és a bálkirály, azonban a fiú szakít vele. Jodi megérkezik a magas sarkú cipőben, amit Dunkleman adott neki, és beszédet mond, amelyben kifejezi az újonnan szerzett önbizalmát. Stig randira hívja Jodit, de a lány visszautasítja. Beszélget Dunklemannel: elárulja, hogy miért hord mindig tejesládát. Rááll rá, és odahajol, hogy megcsókolja a lányt.

## Szereposztás
| Színész             | Szereplő                  | Magyar hang        | Leírás |
| ------------------- | ------------------------- | ------------------ | --- |
| Ava Michelle        | Jodi Kreyman              | Kardos Lili        | Egy öntudatos 16 éves lány, 1,85 méter magassággal.                                                                  |
| Griffin Gluck       | Jack Dunkleman            | Csiby Gergely      | Jodi barátja, aki évek óta odáig van érte.                                                                           |
| Luke Eisner         | Stig Mohlin               | Czető Roland       | Egy svéd cserediák, aki Dunklemann l él.                                                                             |
| Clara Wilsey        | Kimmy Stitcher            | Bogdányi Titanilla | Egy önző, de hagyományosan vonzó lány, aki folyton gúnyolódik Jodi-val.                                              |
| Sabrina Carpenter   | Harper Kreyman            | Csifó Dorina       | Jodi nővére és egy szépségverseny királynő.                                                                          |
| Paris Berelc        | Liz                       | Tamási Nikolett    | Kimmy egyik kedves barátja, aki odavan Dunklemanért.                                                                 |
| Rico Paris          | Schnipper                 | Hám Bertalan       | Egy fiú, aki Kimmy-vel együtt gyötörte Jodit gyerekkoruk óta.                                                        |
| Anjelika Washington | Fareeda                   | Hermann Lilla      | Jodi legjobb barátja.                                                                                                |
| Angela Kinsey       | Helaine Kreyman           | Dudás Eszter       | Egykori szépségverseny királynő, Harper és Jodi anyja, Richie felesége.                                              |
| Steve Zahn          | Richie Kreyman            | Fekete Zoltán      | Harper és Jodi paranoiás apja, Helaine férje, aki minden megtesz annak érdekében, hogy Jodi normálisan érezze magát. |
| Bria Condon         | Crystal Spitz             |                    | |
| Shane Guilbeau      | Bob Brickman              |                    | |
| Christina Moses     | Nina Dunkleman            |                    | Jack anyja. |
| Andrew Brodeur      | Will                      |                    | |
| Jason Rogel         | Dr. Sager                 |                    | |
| Gralen Bryant Banks | O'Sullivan igazgató       |                    | |
| Kelly Murtagh       | Ms. Novey                 |                    | |
| Chima Chekwa        | Maison Voodoo műsorvezető |                    | |
| Kerry Cahill        | Gina                      |                    | A Tip Toppers tagja.                                                                                                 |

## Filmkészítés
2018 novemberében bejelentették, hogy a Netflix negyedik alkalommal is együttműködik az McG által alapított Wonderland Sound and Vision-nel a Magas lány című filmben, Nzingha Stewart rendezésével. 2019 januárjában Ava Michelle, Griffin Gluck, Luke Eisner, Sabrina Carpenter, Paris Berelc, Steve Zahn, Angela Kinsey, Anjelika Washington, Clara Wilsey és Rico Paris csatlakozott a film szereplőihez.
A film fő forgatása 2019 januárjában kezdődött New Orleansban.

## Megjelenés
A film előzetesét 2019. augusztus 29-én adták ki, a film pedig 2019. szeptember 13-án jelent meg. 2019. október 17-én a Netflix bejelentette, hogy a filmet több mint 41 millió néző tekintette meg a platformon történő megjelenése után.